# Ivar Ekeland
Ivar Ekeland es un matemático francés nacido el 2 de julio de 1944 en París.
Antiguo alumno de la escuela normal superior (1963-1967) y jefe de investigación en el CNRS, es nombrado doctor en ciencias en 1970. Enseña matemáticas y economía en la universidad de París-Dauphine, en la escuela Politécnica de Francia, en la escuela especial militar de Saint-Cyr y en la Universidad de la Columbia Británica en Vancouver. Fue  presidente de la universidad de París-Dauphine de 1989 a 1994.      
Laureado con el premio de Alembert y  con el premio Juan Rostand, es también miembro de la Academia noruega de  Ciencias y de la de la Royal Society of Canada.